# アンドレイ・オルロフ
アンドレイ・オルロフ（Andrei Orlov）は、ロシア人バレエ教師振付家。2020年4月よりディアナ・ヴィシニョーワ基金と共同事業を開始し、ロシアのトップバレエアーティストと日本のバレエファンをつなぐバレエの教育事業「バレエメッセ（BalletMesse）」を展開している。
日本国内で開催される数々のバレエコンクールの審査委員を努めている。

## 経歴と人物
ロシア・イジェフスク出身。 ロシア国立ウドムルト芸術大学を首席で卒業し、教育振付家としてロシア国家芸術学士号を取得。 ロシア国立チャイコフス キー記念ウドムルトオペラバレエ劇場、バレエカ ンパニー“Moscow city ballet”にて数々の舞台に立ち、Dance Company "アンサンブル・イジェフスク"にてバレエマスター、振付家として活動。
2012年に日本に拠点を移し、谷桃子バレエ団に入団。CID UNESCO TOKYOに出演。2012年以降、RBS-studio、東京高等バレエ学校、他のバレエスタジ オ等で舞台振付、パ・ド・ドゥクラス、キャラクターダンス等の指導を行う。演技法を学ぶための“スタニスラフスキーシステムワークショップ in TOKYO”を主催。2013年より民族舞踊の振付家としてNHK、東海テレビ、朝日テレビなど数多くのメディアに出演。DA PUMPなど多数の芸能人に振付・指導。CM多数出演。
2016年シアターXにてロシア民族音楽舞踊アンサンブルGARMOSHKA冬のコンサート〜ロシアの宝箱〜をプロデュース。
2018年10月ワガノワ・バレエ・アカデミー主催の会議にてロシアバレエ教授法のカリキュラムについての論文を発表。同月にロシア国立ワガノワ・バレエ・アカデミー日本公式パートナー一般社団法人日本ワガノワバレエ協会を設立し代表理事に就任。以降、サマースクール、正規留学オーディション、バレエ教師再教育プログラム、正規留学ビデオオーディション等を開催。
2019年12月IMPRESSARIO合同会社を設立し、バレエ留学生のオーディションサポートや留学現地サポート等を行う。